# Westend (Wiesbaden)
La Westend è un quartiere (Ortsbezirk) della città tedesca di Wiesbaden.
Al censimento 2011 la popolazione era di 16 690 abitanti per 67 ettari, con una densità media di 24910 ab./km², la più alta in Germania.